# محمد مطر الكعبي
محمد مطر سالم الكعبي رئيس الهيئة العامة للشئون الإسلامية والأوقاف
ولد الدكتور محمد مطر سالم الكعبي، بدولة الإمارات العربية المتحدة، فـي مدينة العين، بتاريخ 16-7-1966م. درس فـي المدرسة العسكرية، وتميز فـي جميع مراحله الدراسية. حصل على شهادة البكالوريوس فـي الدراسات الإسلامية والعربية من كلية الدراسات الإسلامية والعربية بدبي سنة 1994م. نال شهادة الماجستير فـي تخصص الفقه وأصوله من جامعة محمد الخامس - المملكة المغربية سنة 1998م. حاز على شهادة الدكتوراه فـي الآداب تخصص الدراسات الإسلامية، وحدة البحث فـي مناهج العلوم الإسلامية بدرجة امتياز من جامعة محمد الخامس، المملكة المغربية سنة 2002م مع التوصية بالطبع. تقلّد مناصب قيادية مختلفة فـي صفوف القوات المسلحة. حصل على جائزة الشيخ راشد للتفوق العلمي عن شهادة الماجستير. دخل عدّة دورات عسكرية متنوعة حصل فيها على تقدير امتياز (الأول) منها القفز بالمظلات. وعمل ضابطاً بالقوات المسلحة الإماراتية من رتبةِ مرشَّح إلى رتبةِ مقدّم (مرشح، ملازم/2، ملازم/1، نقيب، رائد، مقدم)، وعمل فـي بريطانيا لمدة (5) سنوات. كُرم عن شهادة الدكتوراه (جائزة الشيخ راشد للتفوق العلمي)، ونال شهادة القيادة الحكيمة على مستوى الوطن العربي عام 2012، وترأس لجان عدّة لمناقشة رسائل وأطروحات الماجستير والدكتوراه، والقى محاضرات عدة في مركز الإمارات للبحوث والدراسات الاستراتيجية، كما عكف على دراسة الخط العربي، وبرع فـي خَطَّي الرقعة والنسخ، إلى جانب الخط الفارسي والديواني والثلث. له اهتمامات بالنحو، وقواعد العربية، والشعر العربي؛ خاصةً الجاهلي منه، من هواياته كرة الطائرة وكذلك السباحة، والرماية، وركوب الخيل، والغطس.

## مناصب
- رئيس مجلس إدارة الهيئة العامة للشؤون الإسلامية والأوقاف
- رئيس الهيئة العامة للشؤون الإسلامية والأوقاف.
- رئيس مجلس أمناء جامعة محمد الخامس - أبوظبي.
- رئيس بعثة الحج الرسمية لدولة الإمارات العربية المتحدة.
- رئيس مجلس إدارة دار زايد للثقافة الإسلامية (سابقاً)
- نائب رئيس مجلس اللجنة الوطنية للمؤتمرات (سابقاً).
- عضو في مجمع الفقه الإسلامي (سابقاً).
- عضو المجلس الأعلى للأمانة العامة لدور وهيئات الإفتاء في العالم.
- عضو مجلس إدارة مركز جامع الشيخ زايد الكبير.
- عضو مجلس إدارة المجلس الأعلى للأمومة والطفولة
- عضو فـي منظمة أديان من أجل السلام مقرها الولايات المتحدة الأمريكية.
- الأمين العام لمنتدى تعزيز السلم في المجتمعات المسلمة.
- مدير عام مركز الموطأ.
- خبرة لأكثر من 25 عاماً في مجال الإدارة.
- أستاذ محاضر فـي جامعة محمد الخامس.
- مدرب رياضة (سابقاً).
- محكم رماية (سابقاً).
- خطيب جمعة / بث مباشر.
- شارك فـي تداريب إستراتيجية.
- شارك فـي أكثر من 16 دورة عسكرية نال فيها درجة امتياز
- مقالة يومية خلال شهر رمضان 2009- 2012 بجريدة الاتحاد الإماراتية.
- حاصل على إجازة في قراءة القرآن الكريم بقراءة عاصم روايتي ورش وحفص.

## أوسمة وميداليات
- منح وسام تحرير الكويت.
- منح ميدالية الخدمة الحسنة.
- منح وسام العلوم والفنون من الطبقة الأولى من الرئيس/ عبد الفتاح السيسي، رئيس جمهورية مصر العربية سنة 2015
- منح وسام النيلين من الطبقة الأولى فـي السودان من الرئيس/ عمر حسن أحمد البشير، رئيس جمهورية السودان سنة 2016 وهو أعلى وسام فـي جمهورية السودان.

## مؤلفات
- ساهم فـي التدقيق والإشراف والإخراج لأكثر من 120 من إصدارات الهيئة العامة للشؤون الإسلامية والأوقاف
- منهج الاستدلال الفقهي عند ابن حزم وابن عبد البر.
- أثر العنف فـي التراث الإسلامي: عبرة وذكرى.
- دور المرأة فـي بناء المجتمع.
- نظرات فـي الدين والفكر والمجتمع..
- مداواة النفوس وتهذيب الأخلاق، لابن حزم الأندلسي (تحقيق
- مآثر الأعلام
- لقوم يتفكرون.
- كتاب سيرة الإمام مالك.
- لامية العرب (شرح).
- تنبيه العقلاء للحذر من الأصدقاء.

## وصلات خارجية
حوار مع محمد الكعبي في جريدة الخليج.